# 马克·方丹
马克·方丹（英語：Mark Fountain，1982年3月10日—），澳大利亚男子田径运动员，主攻中长跑。他曾代表澳大利亚参加2006年英联邦运动会田径比赛，获得男子1500米铜牌。